# Ctenoplusia gemmata
Ctenoplusia gemmata är en fjärilsart som beskrevs av Claude Dufay 1972. Ctenoplusia gemmata ingår i släktet Ctenoplusia och familjen nattflyn. Inga underarter finns listade i Catalogue of Life.